# Изложба „Нови чланови” (2017)
Изложба „Нови чланови” се одржала у периоду од 26. јануара до 25. фебруара 2017. године у Уметничком павиљону „Цвијета Зузорић”.

## Излагачи
1. Тони Аничин
2. Милена Апостоловић
3. Василиса Белошевић
4. Марија Бјекић
5. Милан Булатовић
6. Жељко Виторовић
7. Богдан Војновић
8. Предраг Пеђа Гавровић
9. Никола Говедарица
10. Александра Грбовић
11. Милан Гутић
12. Слађана Ђукановић
13. Марина Зечевић
14. Јелена Јевтић
15. Андреја Крстић
16. Неда Крстић
17. Никола Лазић
18. Јелена Маријановић
19. Весна Матијевић
20. Добро Марић
21. Наталија Миладиновић
22. Анђела Мицић
23. Милош Ненадовић
24. Невена Павловић
25. Драган Пејовић
26. Александра Перовић
27. Сања Петровић
28. Снежана Петровић
29. Никола Радосављевић
30. Јелена Стојановић Рајновић
31. Александра Ракоњац
32. Душан Савковић
33. Ђурђа Сивачки
34. Теа Соколовски
35. Јелена Станојевић
36. Стефан Станчић
37. Анка Стојановић
38. Љиљана Трајковић Стризе
39. Вук Ћук